# アクセンチュア
アクセンチュア（Accenture PLC）は、アイルランドのダブリンに登記上の本拠を置く総合コンサルティング会社である。実質の本社はアイルランド移転前と同様、アメリカのシカゴとニューヨークとされる。フォーチュン・グローバル500に選ばれており、世界120以上の国の企業を顧客として持つ多国籍企業。

## 概要

2016年現在のグローバル展開

アクセンチュアは、世界最大級の経営コンサルティングファーム である。アクセンチュアの事業組織は以下の通りである：
- アクセンチュア・ストラテジー＆コンサルティングは、ビジネス戦略、テクノロジー戦略、オペレーション戦略のサービスを提供している。[4]
- アクセンチュア・ソング（旧デジタル・インタラクティブ）はデジタル・マーケティング、アナリティクス、モビリティ・サービスを提供している。[5]
- アクセンチュア・テクノロジー（Accenture Technology）は、テクノロジー・ソフトウェア、インプリメンテーション、デリバリー、研究開発に注力しており、新興テクノロジーのためのテクノロジー・ラボ（Technology Labs）を含む。[6]
- アクセンチュア・オペレーションズは、「as-a-service」モデルのサービス提供に注力している。これにはビジネス・プロセス・アウトソーシング、ITサービス、クラウド・サービス、マネージド・オペレーションなどが含まれる。[7]

従業員数は世界で約74.2万人、拠点数は世界49カ国 200都市以上。シカゴとクアラルンプールにEducation Centreを置き、社員研修を世界合同で行っている。アメリカ企業であったが、バミューダに登記上の本社を移した後、2009年9月にアイルランドのダブリンに本社を移した。アイルランドの安定した法的・経済的・政治的環境および英米・EUとのつながりの深さを理由としているが、実際は法務上および税務上の理由であり、事実上の本社業務は従来通りシカゴおよびニューヨークの二大拠点で行われている。
「ストラテジー & コンサルティング」「ソング」「テクノロジー」「オペレーションズ」「インダストリーX」の5つの領域にわかれ、幅広いサービスとソリューションを提供する。企業内ではマトリックス状に、「通信・メディア・ハイテク」「金融サービス」「公共サービス・医療健康」「製造・流通」「素材・エネルギー」の５つからなる業界別組織と、上記のサービス別の組織があり、２つの重なった部分が個人（コンサルタント）の専門分野となる。
企業のコンセプトは”360°VALUE”、世界のあらゆる場所で、全てのステークホルダーのために価値を創出する、という意味が込められている
多くの技術者を抱えており、アビームコンサルティングに続いて日本国内2番目にSAP認定コンサルタント制度の有資格者数が多い。

## 歴史

### アンダーセン・コンサルティング時代
アクセンチュアは、1950年代初頭にアメリカ合衆国のトップ監査法人だったアーサー・アンダーセンのビジネス＆テクノロジーコンサルティング部門に由来を持つ。1989年に分社化されてアンダーセン・コンサルティング（Andersen Consulting）となった。この分社化により、アーサー・アンダーセンは会計監査業務を、アンダーセン・コンサルティングはコンサルティング業務を担当するという業態棲み分けが行われた。
分社化に際し、アーサー・アンダーセンはコンサルティング業務を行わないこと、アンダーセン・コンサルティングはアーサー・アンダーセンに対し毎年一定金額を関係協力維持費として支払うことで合意したが、分社後しばらくしてアーサー・アンダーセンが合意を破ってコンサルティング事業を行なう「アーサー・アンダーセン・ビジネスコンサルティング」を設立、これがきっかけとなって両社の関係が悪化した。
アンダーセン・コンサルティングは収益高では1995年に、従業員数では1997年に母体のアーサー・アンダーセンを上回っており、アーサー・アンダーセンとの関係を維持するメリットを見出せなくなったアンダーセン・コンサルティングは1997年、国際商工会議所に調停を申し立て、2000年8月、アンダーセン・コンサルティングの完全独立という実質勝利で幕を閉じた。
この調停により、アーサー・アンダーセンがアンダーセン・コンサルティングに要求していた12億ドルの支払い、関係協力維持費および技術情報開示の却下が認められ、その一方でアンダーセン・コンサルティングは「アンダーセン」の看板（ブランド）を2000年12月31日を以て手放すことが決定した。これにより両社の関係が清算され、以後別会社として歩むことになった。
アンダーセン・コンサルティングは社内公募で新社名を募集、最終的に“accent”と“future”（accent on future）の造語であるaccentureを選定した。社名変更は2001年1月1日に行われ、アンダーセン・コンサルティングの社名は20世紀と共に消滅した。

### アクセンチュア時代

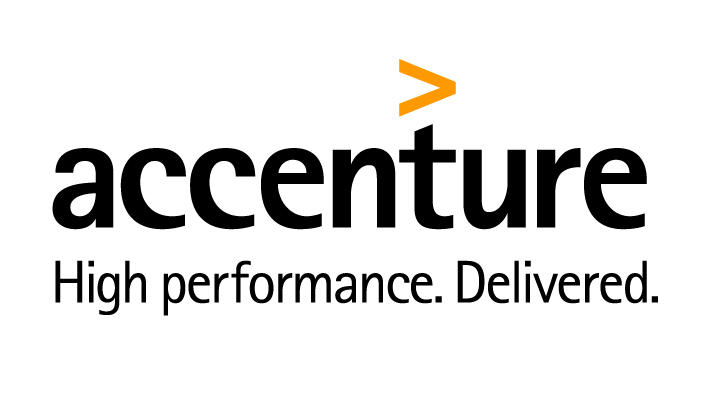
2001年から2017年まで使用されたロゴマーク

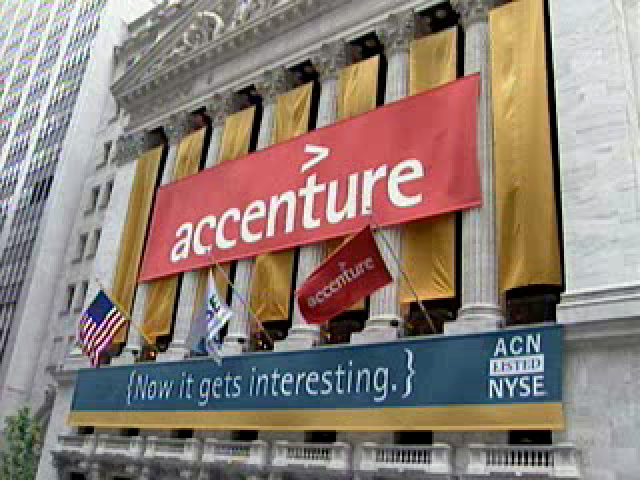
アクセンチュアのバナーが掲げられたニューヨーク証券取引所（2001年7月19日）

2001年7月19日、アクセンチュアの新規株式公開（IPO）が行われ、ニューヨーク証券取引所（NYSE）で1株あたり14.50ドルの始値で取引が始まった。主幹事は、ゴールドマン・サックスとモルガン・スタンレーが務めた。 結果、終値は15.17ドルで、最高値は15.25ドルとなり、IPOの初日だけで約17億ドルを調達することができた。
2001年10月17日、ウォールストリート・ジャーナルがエンロン社の不正会計疑惑を報じ、エンロン社のメイン会計監査を担当していたアーサー・アンダーセンが会計粉飾やその証拠隠蔽に関与していたことが発覚した。この事件でアーサー・アンダーセンの信用は失墜し、他の顧客も次々と離れ、アメリカ5大監査法人の1つと言われた名門のアーサー・アンダーセンは2002年に解散へと追い込まれた。
この当時、アクセンチュアは新社名が定着しつつあり、エンロン事件と関係のなかったアクセンチュアがアーサー・アンダーセンに巻き込まれて企業イメージ低下を招かずに済んだことは、（結果論ではあるが）"アンダーセン"ブランドと決別して正解だったと言える。
2002年10月、アメリカ議会一般会計事務所（GAO）によって、アクセンチュアがタックス・ヘイヴン（租税回避地）であるバミューダ諸島（イギリス領）で法人化していたことが明らかになった。
2009年5月26日、本社をバミューダ諸島からアイルランドに変更し、社名を「アクセンチュアPLC（Accenture PLC）」とすることを取締会全会一致で承認したと発表した。同年9月、現在のダブリンに移転した。
2017年8月29日、Appleは、iOSのビジネスソフトウェアを作成するためにアクセンチュアと提携することを発表した。
2020年1月7日、アクセンチュアがブロードコムからシマンテックの300人規模のサイバーセキュリティサービス部門を買収することで合意したとニュースソースが報じた。 2億ドルの買収は2020年4月に完了したのか。
2019年1月10日、ピエール・ナンテルムが健康上の理由からCEOを退任することになり、CFOのデヴィッド・ローランドが暫定CEOに就任した。その後、9月1日に北米地域CEOだったジュリー・スウィートがCEOに就任した。それに伴い、ローランドは取締役会会長に就任した。 ジュリー・スウィート は 2021 年 9 月に取締役会長に任命されました。

## スポンサー活動
スポーツイベント
- WGCアクセンチュア・マッチプレー選手権 - 1999年（第1回）〜2014年（第16回）
- アクセンチュアドリームサッカー（日韓選抜VS世界選抜） - 2001年1月

個人
- タイガー・ウッズ - 2004年〜2009年 アクセンチュアのイメージキャラクターとして起用し、6年間で約12億円を提供していたとされる。ウッズの不倫問題を契機として、2009年12月13日にアクセンチュアが契約解除を発表した[15]。

## 日本法人
アクセンチュア株式会社（英: Accenture Japan Ltd.）は、「ストラテジー & コンサルティング」「 テクノロジー」「オペレーションズ」「インダストリーX」「ソング」の5つの領域で幅広いサービスとソリューションを提供している企業。
- 本社 － 東京都港区赤坂1-8-1 赤坂インターシティAIR
- 東京オフィス － 東京都港区赤坂1-11-44 赤坂インターシティ
- アクセンチュア・イノベーション・ハブ 東京 － 東京都港区三田1-4-1 住友不動産麻布十番ビル
- 東京ソリューションセンター
  - 東京都中央区勝どき1-13-1 イヌイビル・カチドキ
  - 東京都中央区晴海1-8-8 晴海アイランド トリトンスクエア オフィスタワーW
  - 東京都中央区晴海1-8-12 晴海アイランド トリトンスクエア オフィスタワーZ
- みなとみらいオフィス － 横浜市西区みなとみらい3-6-3 MMパークビル
- 関西オフィス － 大阪市北区中之島2-2-2 大阪中之島ビル
- アクセンチュア・イノベーションセンター北海道 － 札幌市白石区南郷通1-南8-10 白石ガーデンプレイス
- アクセンチュア・イノベーションセンター福島 － 会津若松市東栄町1-77 会津若松市 ICTオフィスビル(スマートシティAiCT)
- アクセンチュア・インテリジェント・オペレーションセンター福岡 及び アクセンチュア・アドバンスト・テクノロジーセンター福岡
  - 福岡市早良区百道浜2-4-27 福岡AIビル
  - 福岡市博多区綱場町2-1 博多FDビジネスセンター
  - 福岡市早良区百道浜2-3-2 TNC放送会館[18]
- アクセンチュア・インテリジェント・オペレーションセンター熊本
  - 熊本市中央区辛島町5-1 日本生命熊本ビル
  - 熊本市中央区花畑町12-24 熊本フコク生命ビル
- アクセンチュア・アドバンスト・テクノロジーセンター前橋 － 前橋市大手町1-1-1 群馬県庁舎30階[19][20]
- アクセンチュア・アドバンスト・テクノロジーセンター仙台 － 仙台市青葉区中央4-4-19 アーバンネット仙台中央ビル17階[21]
- アクセンチュア・アドバンスト・テクノロジーセンター名古屋 － 名古屋市東区葵1-16-38 葵ガーデンビル4階[22]
- アクセンチュア・アドバンスト・AIセンター京都 ー 京都市中京区笋町689 京都御幸ビル2階

### 沿革
- 1962年 - アーサー・アンダーセン日本事務所開設
- 1989年 - 従来のビジネスであった税務・会計ビジネスからコンサルティング部門を分離独立し、経営と情報のプロフェッショナルとして前身のアンダーセン・コンサルティング東京事務所を設立
- 1995年 - 日本においてアンダーセン・コンサルティング株式会社設立
- 1996年 - 勝どきソリューション・デリバリーセンター設立
- 2000年 - アンダーセン・コンサルティングとマイクロソフトの共同出資によるマイクロソフト・プラットフォームに特化したテクノロジーコンサルティング＆デリバリーの会社アバナード（グローバルグループ）を設立
- 2001年6月 - アクセンチュアに社名変更。日本法人をアクセンチュア株式会社に社名統一。アクセンチュア（グローバルグループ）、ニューヨーク証券取引所に上場。
- 2002年8月 - アクセンチュア・テクノロジー・ソリューションズ株式会社を設立。社内におけるシステムエンジニア・プログラマーなど技術系キャリアの明確化を図った。社内組織上の位置付けは概要項にあるサービスラインのひとつに相当したものであり、業界の区分に代える形でSAPなど他社業務システムパッケージを扱う「パッケージ」・Javaや.NET Frameworkによるプログラミングを主とする「カスタム」・サーバーやネットワークの構築・運用を担う「インフラ」の3つに区分されていた。新卒・中途採用時の研修や各種社内トレーニング受講・各プロジェクトへのアサインとその後の担当業務など、社内外での社員の扱いや待遇は職位区分や給与体系を除きアクセンチュア本体とほぼ同一であった
- 2003年 - 大連デリバリー・センターを開所
- 2005年 - アバナード日本法人を設立
- 2006年 - 「北海道デリバリー・センター」を札幌市中央区に開設。オンショア（東京）ニアショア（札幌）オフショア（大連）の体制を確立
- 2008年 - 大阪オフィス（現・関西オフィス）を開設
- 2008年 - 経営管理本部を横浜市西区みなとみらいに移転
- 2008年4月 - 株式会社ソピアの全株式を取得
- 2011年 - 震災復興・創生に向け、福島県会津若松市に「福島イノベーションセンター」を設立
- 2012年5月 - アクセンチュア・テクノロジー・ソリューションズ株式会社をアクセンチュア株式会社に再統合、および株式会社ソピアを統合
- 2014年 - 「アクセンチュア・インテリジェント・オペレーションセンター熊本」を開設
- 2016年7月 - 株式会社アイ・エム・ジェイの株式の過半数を取得
- 2017年7月 - 「北海道デリバリー・センター」(現・アクセンチュア・イノベーションセンター北海道)を札幌市白石区に移転・拡張
- 2018年 - 「アクセンチュア・イノベーション・ハブ 東京」を東京都港区三田に開設
- 2018年2月 - 「関西オフィス」を拡充
- 2018年5月 - 日本法人本社を赤坂インターシティから隣接する赤坂インターシティAIRへ移転
- 2019年1月 - 「アクセンチュア・インテリジェント・オペレーションセンター福岡」を開設
- 2019年 - 「福島イノベーションセンター」を移転・拡張し「アクセンチュア・イノベーションセンター福島」と改名
- 2020年10月 - 新たなパーパス「テクノロジーと人間の創意工夫で、まだ見ぬ未来を実現する」を策定[23]
- 2020年、デジタルコンサルティング本部を発展的解消およびサービスを再編、地理的単位で事業を管理する新たな成長モデルを発表[24]
- 2020年、AIセンターを赤坂インターシティオフィス内に開設[25]
- 2021年8月 - 株式会社ビジネットシステムを買収[26]
- 2021年12月 - 株式会社タンバリンを買収[27]
- 2021年8月 - ディアイスクエアからコンサルティング事業（DI Futures）を買収[28]
- 2022年3月 - トランコムITS株式会社から次世代の物流ソリューション、デジタルエンジニアリングの創造につながる事業を獲得[29]
- 2022年11月 - 株式会社ALBERTを子会社化
- 2023年 6月 - 株式会社ALBERTを吸収合併
- 2023年10月 - 株式会社シグナルを買収[30]

### 関連する報道

#### 特許庁基幹系システムの開発中止
2011年1月の稼働を見込んで2006年から開始されていた特許庁の基幹系システム開発プロジェクトが、同システムの完成が見込めなくなったとして2012年1月に中止された。これを受けて、プロジェクト管理支援を担当していたアクセンチュアは、同プロジェクトにて開発を担当していた東芝ソリューションとともに2013年に約56億円を特許庁に返納した。同プロジェクトの検証委員会は「特許庁自らの人員及び専門的知識の不足を補うために契約したプロジェクト管理支援業者としてのアクセンチュアは、残件解消なども含め本プロジェクトにおいて顕在化したリスクに対する作業方法・工程や進捗管理に関して、具体的かつ有効に機能する処方箋を示すに至らなかったと言わざるを得ない」と結論している。

#### 出入国管理システム
出入国管理業務の業務・システム開発（入国審査時に指紋を採取し、データベースと照合する仕組みの開発）を受注しているが、この際10万円に満たない金額で大規模な開発を受注した事実が明るみに出、国会や一部のマスコミからも批判を受けた。実際には入国管理局へのコンサルティングとゲートシステムの実験を発注前に行う際、既に1億円近い金額で競争入札を通さずこれを受注しており、事実上、システム開発委託に関する一般競争入札逃れ（自己指名）だったのではないかと指摘されている。
なお、アクセンチュアが提供した「J-BIS」システムは、先にアメリカ合衆国が導入したUS-VISITシステム（入国審査時の指紋採取・照合システム）のクローンであり、2007年11月20日から運用を開始した。

#### 違法な長時間労働
2021年1月3日から30日にかけて、ソフトウェアエンジニアとしてプログラミングなどの業務を担当する男性社員1人に、1か月140時間余りの違法な残業をさせていたとして、労働基準法違反の疑いで、2022年3月7日にアクセンチュア日本法人と労務担当のシニアマネジャーが書類送検された。

#### 不適切発言の社外アドバイザーを契約解除
2022年4月16日に行われた早稲田大学の社会人向け講義において、アクセンチュアの顧問（社外アドバイザー）も務めていた吉野家の元・常務取締役企画本部長が、講座内で受講生に対し、薬物犯罪を思わせたり女性蔑視をしたりするかのような発言を行ったため、同19日に契約を解除し、同氏がビジネスコンサルタントとして経営する企業との契約も解約した。
アクセンチュアは、「当社は、包摂性と多様性を推進し、あらゆる人に平等な機会を提供するという確固たるコミットメントを掲げている。当社の社外アドバイザーを務めていた氏の不適切な発言は誠に遺憾であり、到底許容できるものではない」とコメントしている。

### 出身者
政界
- 田沼隆志（千葉県議会議員、元衆議院議員）
- 吉田雄人（前横須賀市長）
- 山田太郎（参議院議員）
- 小野泰輔（衆議院議員、元熊本県副知事）
- 高橋茉莉（元国民民主党東京都第15区支部長、タレント）

経済界
- 秋山咲恵（株式会社サキコーポレーションファウンダー）[39]
- 伊藤彰（株式会社チェンジホールディングス創業者・取締役副社長）
- 大野智弘（Kudan株式会社創業者・代表取締役）
- 藤田朋宏（CHITOSE BIO EVOLUTION PTE. LTD.創業者・代表取締役CEO、京都大学特任教授）
- 大木塁（株式会社オズキャピタル代表取締役会長、早稲田大学商議員、大木熊太郎の曾孫）
- 金子英樹（シンプレクス・ホールディングス株式会社創業者・代表取締役社長）
- 香田哲朗（株式会社アカツキ共同創業者・代表取締役CEO）
- 佐藤太一（プレイライフ株式会社創業者・代表取締役CEO）
- 塩濱剛治（Uber日本法人代表取締役社長、ロゼッタストーン日本法人代表取締役社長）
- 芝辻幹也（株式会社フーモア創業者・代表取締役社長）
- 丸山栄樹 (バーチャレクス・コンサルティング株式会社創業者・代表取締役会長)
- 後藤玄利（ケンコーコム株式会社創業者・元代表取締役社長）
- 神保吉寿（株式会社チェンジホールディングス創業者・代表取締役会長
- 髙橋知道（オープングループ株式会社創業者・代表取締役）
- 高橋信也（株式会社マネジメントソリューションズ創業者・代表取締役社長兼CEO）
- 武田安正（アクセンチュア株式会社代表取締役副社長）
- 高山知朗 - 株式会社オーシャンブリッジ代表取締役会長
- 田村誠一（元株式会社JVCケンウッド代表取締役兼執行役員副社長兼最高戦略責任者）
- 仁藤和良（株式会社ビヨンド代表取締役社長）
- 林博文（INTLOOP株式会社創業者・代表取締役）
- 福留大士（株式会社チェンジホールディングス創業者・代表取締役社長）
- 藤代真一（元株式会社シンクロ・フード創業者・代表取締役）
- 藤島淑子（株式会社インディプロス創業者・代表取締役）
- 武藤友木子（Uber Eats日本代表、マッキンゼー・アンド・カンパニーパートナー）
- 森正弥（楽天株式会社楽天技術研究所所長）
- 山下泉（元株式会社かんぽ生命保険代表執行役会長）
- 山村友幸（株式会社カーチスホールディングス元代表取締役社長）
- 小林靖弘（株式会社メクセル元代表取締役）
- 波多野徹（株式会社沖データ元代表取締役社長）
- 猪塚武（vKirirom Pte., Ltd.代表取締役、キリロム工科大学創業者）
- 柳橋仁機（株式会社カオナビ創業者・代表取締役社長CEO）
- 吉松徹郎（株式会社アイスタイル創業者・代表取締役社長兼CEO）

学界
- 遠藤功（早稲田大学大学院商学研究科（ビジネススクール）教授）
- 幸田博人（京都大学経営管理大学院特別教授、一橋大学大学院経営管理研究科客員教授）
- 牧田幸裕　(名古屋商科大学ビジネススクール 教授)
- 松永エリック・匡史（青山学院大学 地球社会共生学部 教授 / 音楽家）
- 三谷宏治（K.I.T.虎ノ門大学院主任教授）
- 森正勝（国際大学学長、アラバマ大学国際経営アドバイザリーボードメンバー）